# Sleeping (Rick Astley-dal)
A Sleeping című dal az angol Rick Astley 2001-es kislemeze új Keep It Turned On című albumáról. A dalt Chris Braide írta, és ez volt 8 év után az első kislemez, mely megjelent Németországban és Angliában, illetve szerepelt a 2002-es Greatest Hits válogatás albumán.

## Számlista
CD maxi
1. "Sleeping" (radio edit) – 3:43
2. "Sleeping" (Tee's Radio Mix) – 3:58
3. "Sleeping" (TNT Radio Mix) – 3:55
4. "Sleeping" (UK Radio Mix) – 3:52
5. "Sleeping" (Tiefschwars Wake Up Mix) – 6:42
6. "Sleeping" (Tee's Freeze Radio Mix) – 3:55
7. "Sleeping" (Tee's Extended Mix) – 5:58
8. "Sleeping" (Hifi Crash Remix 2) – 6:27

CD maxi papírtokos
1. "Sleeping" (radio edit) – 3:43
2. "Sleeping" (Tee's Radio Mix) – 3:58

12" hanglemez (The Club Mixes) Speciális limitált megjelenés
1. "Sleeping" (Inhouse Mix) – 7:09
2. "Sleeping" (a cappella) – 3:28
3. "Sleeping" (Tee's Dub) – 7:39
4. "Sleeping" (Hifi Crash Remix 1) – 6:42

12" hanglemez (The Club Mixes) [csak Dj-knek]
1. "Sleeping" (Tee's Freeze Mix) – 7:36
2. "Sleeping" (Tee's UK Mix) – 7:31
3. "Sleeping" (Tiefschwarz Wake Up Mix) – 6:42
4. "Sleeping" (Tiefschwarz Dub) – 6:42
5. "Sleeping" (Tee's Extended Mix) – 5:58
6. "Sleeping" (Hifi Crash Remix 2) – 6:27

## Slágerlista
| Slágerlista (2001)   | Legjobb helyezés |
| -------------------- | ---------------- |
| Német kislemezlista  | 60               |
| Svájci kislemezlista | 69               |